# Piszoár
A piszoár a vizelet leadását, összegyűjtését és eltávolítását szolgáló vécé. Az európai közkinccsé vált francia találmány épület nélkül teszi lehetővé, hogy főként férfiak, nyilvános helyen, illendőbb módon végezhessék kisdolgukat. Ugyanezt az elnevezést használjuk a nyilvános és az otthoni vizeldékre is.

## Elnevezése
A piss (pisilés) nemzetközi szavából képzett francia főnév a pissoir (a. m. pisilde).

## Története
1830 tavaszán Párizs önkormányzata elhatározta az első piszoárok létesítését a főbb körutakon, amelyek mind a vizelde, mind a hirdetőoszlop szerepét betöltötték volna. A nyár folyamán ki is helyezték őket, de a júliusi forradalom idején a felkelők barikádokat építettek belőlük.
1841-ben újra bevezették őket, de ezúttal más formában. Kezdetben egyszerű hengeres edény volt, amit Rambuteau oszlopainak neveztek, az őket kiötlő gróf után. 1877-ben ezeket váltották fel a többfunkciós vespasienne-ek, az I. századbeli római császár, Titus Flavius Vespasianus után, aki adót vetett ki a nyilvános vizeldék cserzésre összegyűjtött vizelete után, mondván: „A pénznek nincs szaga”. A csúcson az 1930-as években Párizsban 1230 piszoár működött, de 1966-ra számuk 329-re csökkent. 2006-ra már csak az alábbi képen is látható, Boulevard Aragó-i maradt meg. (1981-ben azt is új, Sanisette technológiával szerelték föl.)
Berlinben az első piszoárokat 1863-ban állították fel. Hogy meg lehessen különböztetni őket más városok hasonló műintézeteitől, komoly dizájnversenyt hirdettek megtervezésükre 1847-ben, 1865-ben és 1877-ben. Az egyik legsikeresebb, nyolcszögletű, hétállásos ilyen szerkentyűt 1879-ben állították fel először. Számuk 1920-ra 142-re gyarapodott.
Ideiglenes, többállású piszoárokat egy központi oszlop körül, elválasztó falak nélkül először az Egyesült Királyságban vezettek be. Hölgyek számára az első nyilvános piszoárt Svájcban állították üzembe, Peeasy néven. Ennek lényege, hogy a hölgyek egy kis tölcsérszerű alkalmatossággal úgy tudják a vizeletet a vizeldében elvezetni, ahogy arra a férfiak is képesek.

## Jellege
A piszoárt leginkább nyilvános illemhelyeken szokás kialakítani. Kisebb csésze formájú alkalmatosság, anyaga legtöbbször fajansz, de fém vagy műanyag változat is előfordul. Falra szerelhető; sarokba való típus is létezik, szifontakaróval rendelkezik; öblítése lehet tartályos vagy szelepes. Korszerűbb helyeken gyakran mozgásérzékelős automatikus öblítőrendszerrel üzemel. A legtöbb piszoárnál egymás mellett külön-külön sorakoznak a csészék a falon, olykor elválasztófallal; de olyan változat is előfordul, ahol nem csészék találhatóak, hanem egységes fal csempe- vagy fémborítással, melynek alján közös folyókában vezetődik el a vizelet és az öblítővíz. Ha van is öblítőrendszer, a piszoár általában nem öblítődik olyan intenzitással, mint egy hagyományos vécé, ezért a vizeletszag hajlamos felgyülemleni benne; ezen illatosító pasztillákkal vagy légfrissítőrendszerrel lehet javítani.

## Magyarországon
Idehaza kevésbé terjedt el a párizsi rendszerű öntöttvas vizelde. Egy 1904-es kiadvány táblázata szerint egyetlen "vasköpenyes vizelde" volt található közterületen, a 8. kerületi Mária Terézia-téren (napjainkban Horváth Mihály tér). Viszont favázas és/vagy falazott alkalmatosságból jóval több volt.

## Képgaléria

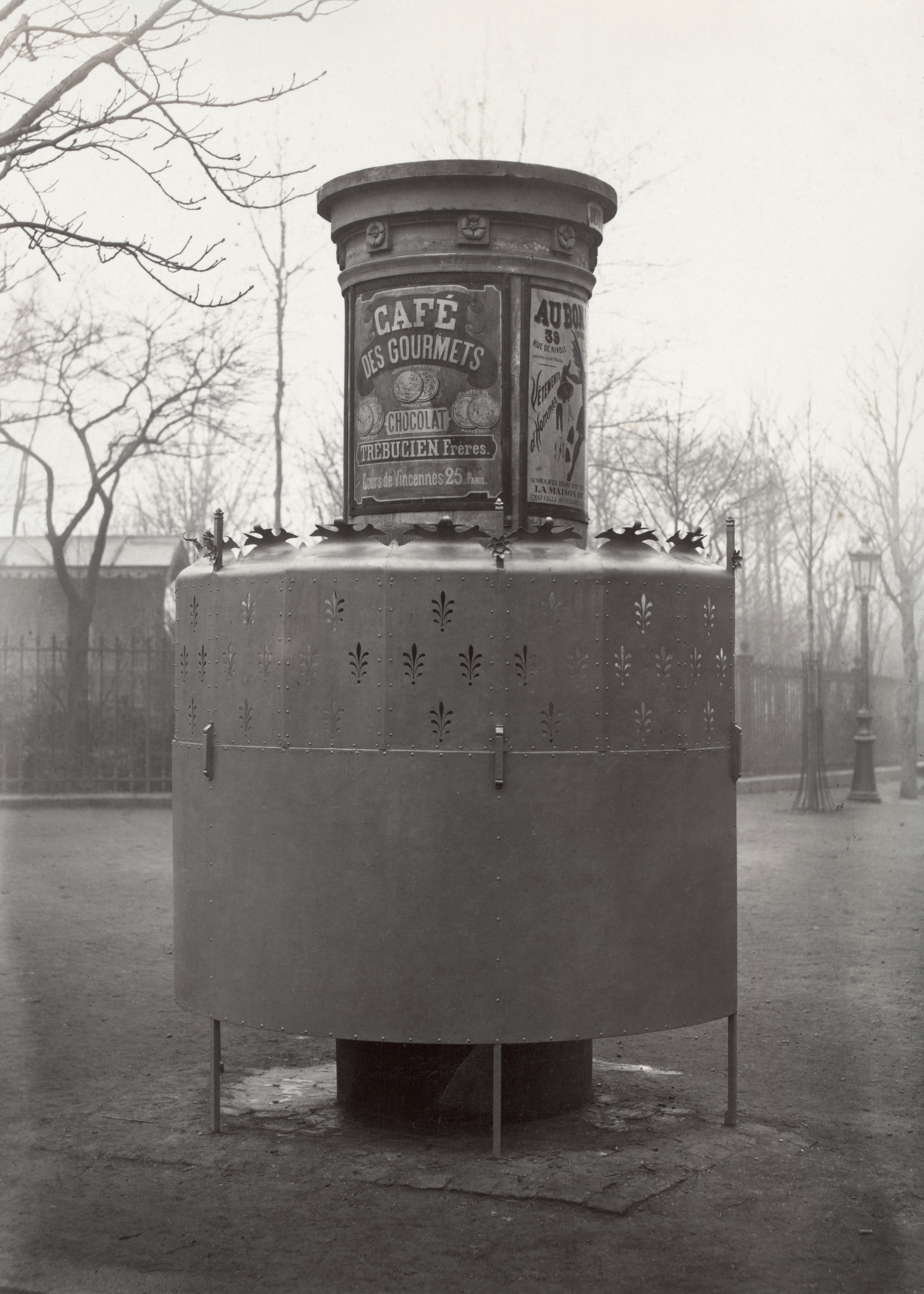
Egyszemélyes, hengeres vizelde, Párizs, 1865 k.
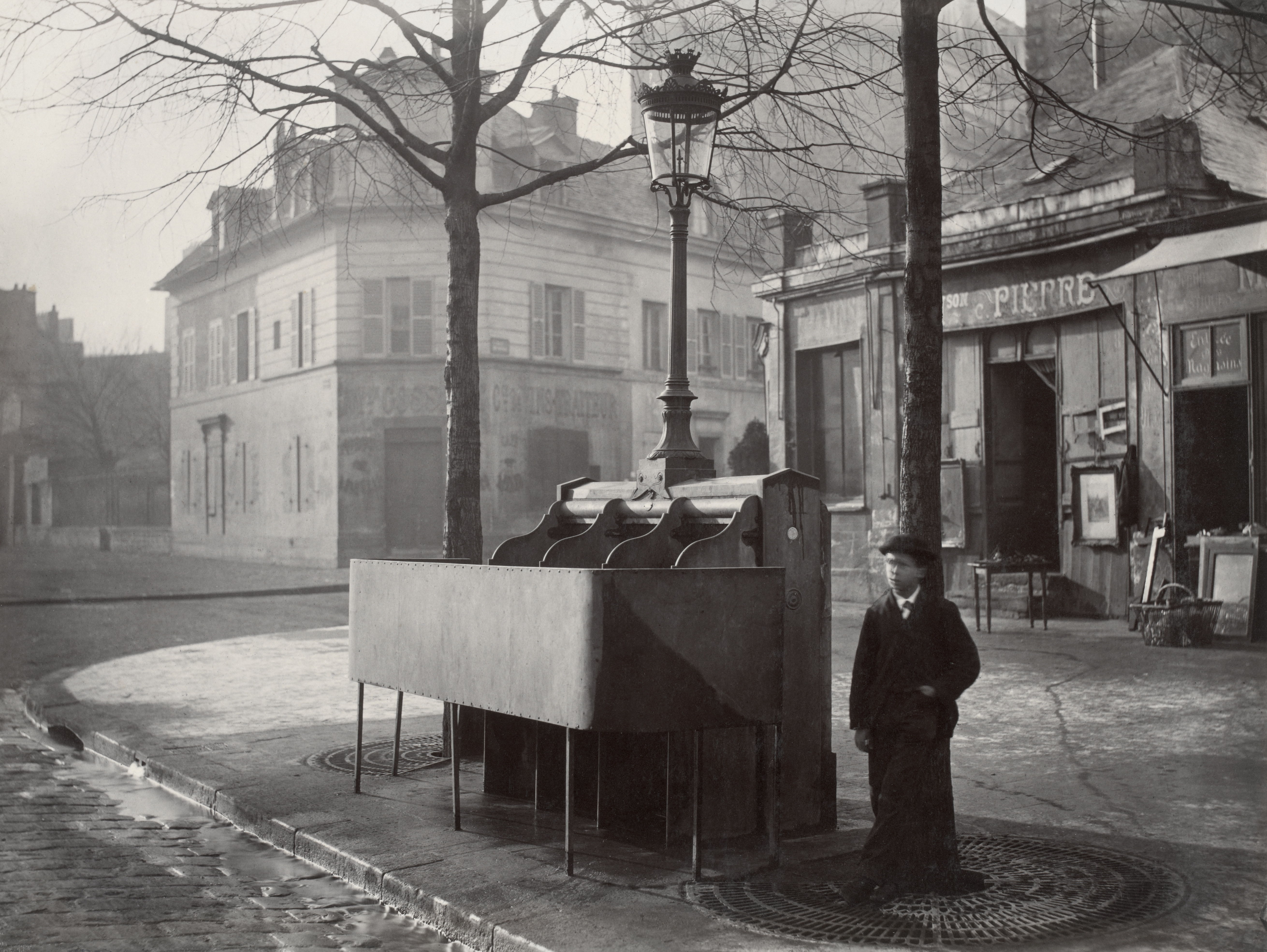
Háromállású piszoár, Párizs, 1865 k.
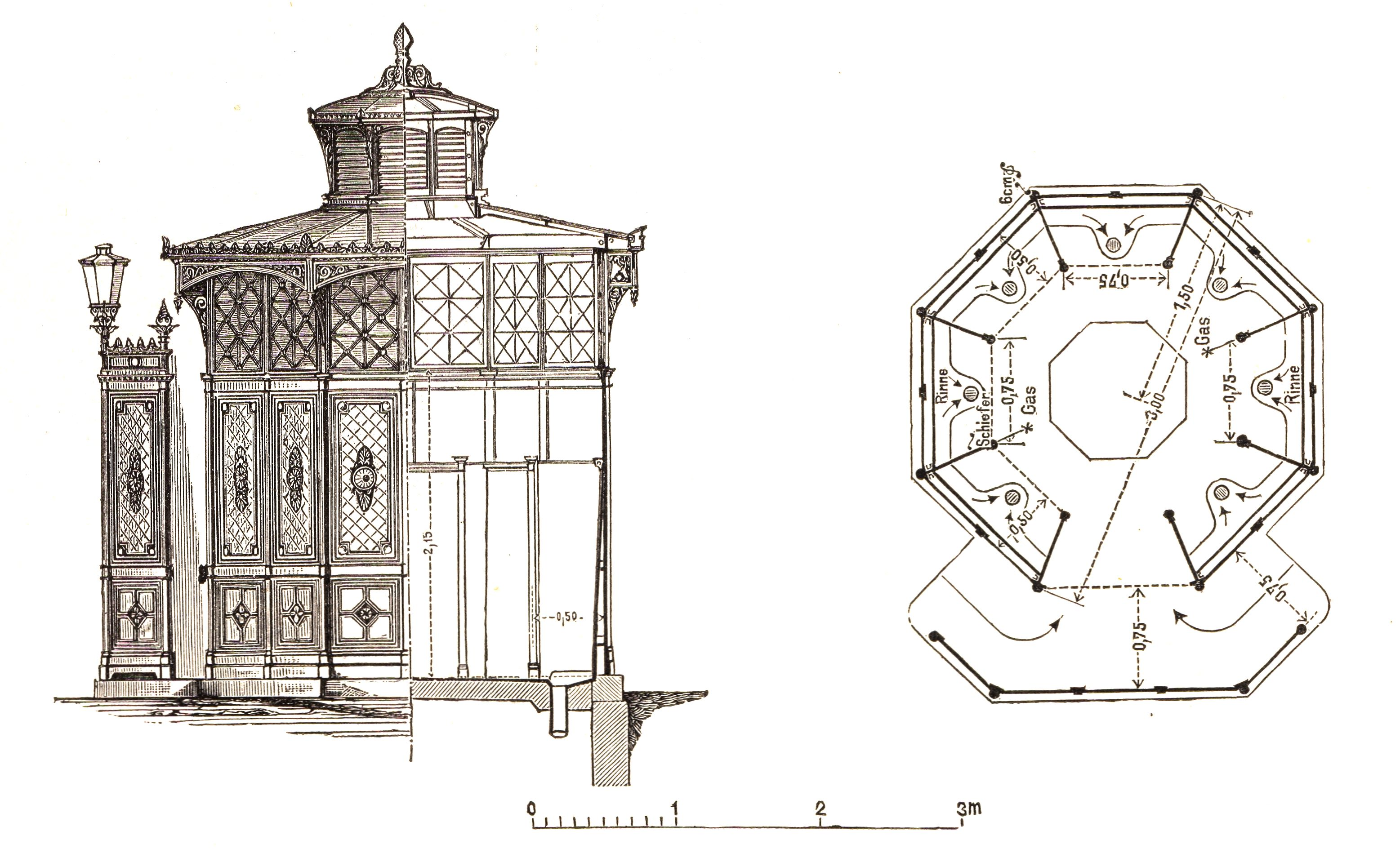
Nyolcszögletű piszoár tervrajza. Berlin, 1896
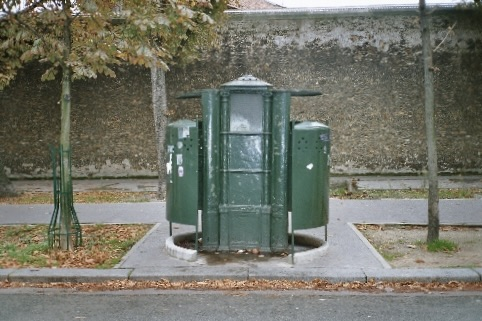
A Boulevard Aragó-i (utolsó) veszpazien, Párizs
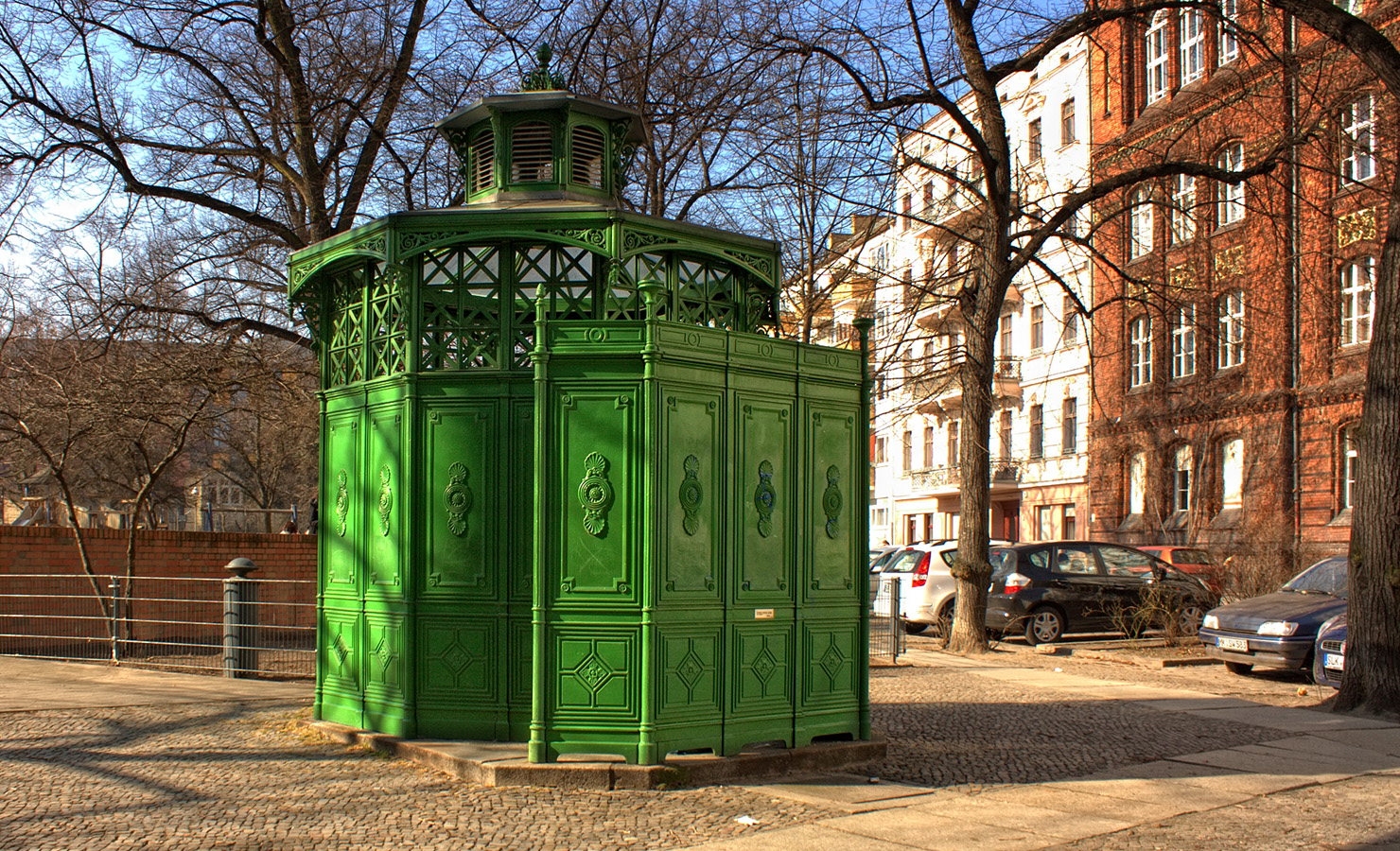
Piszoár Berlinben
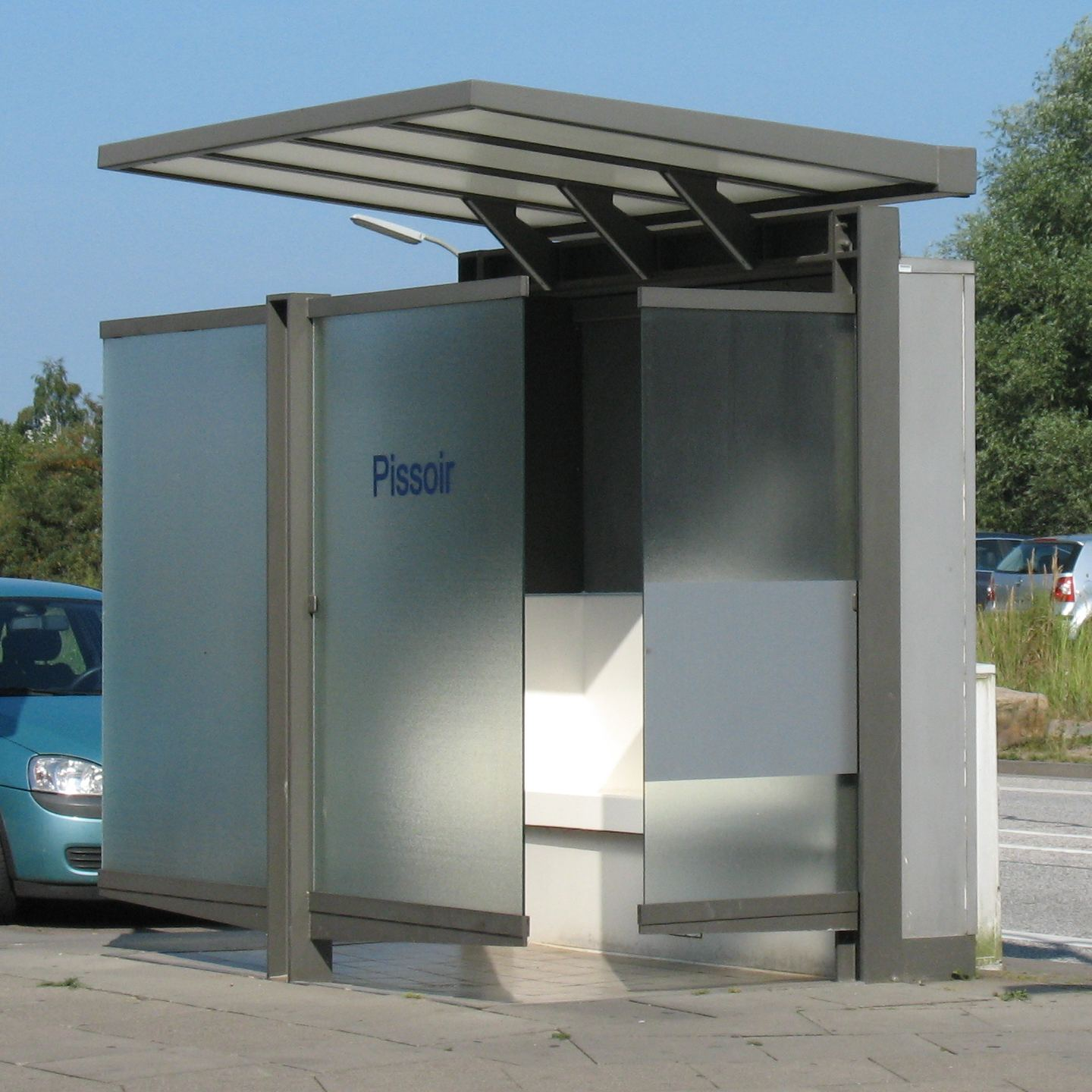
Piszoár Hamburgban
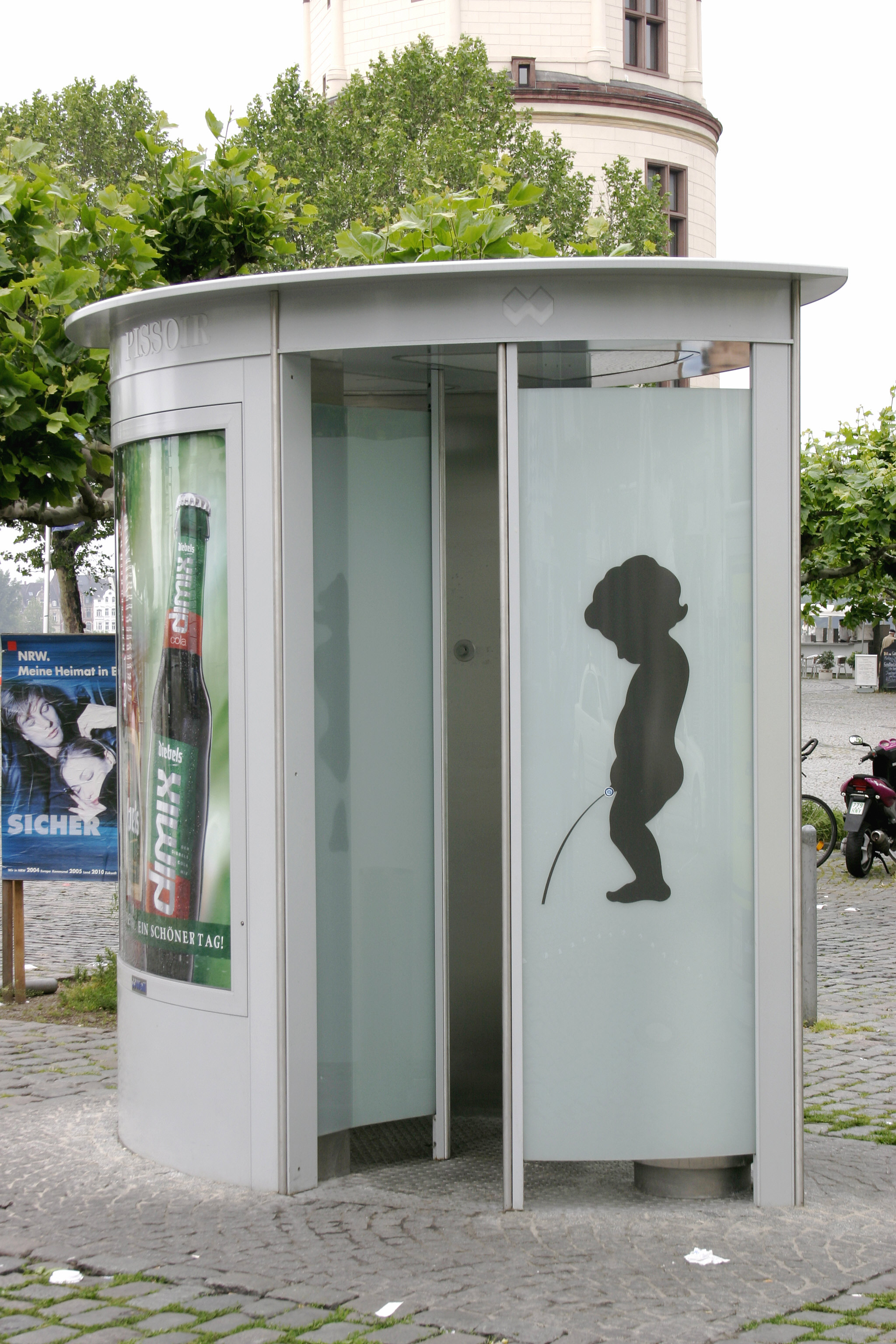
Düsseldorfi nyilvános piszoár
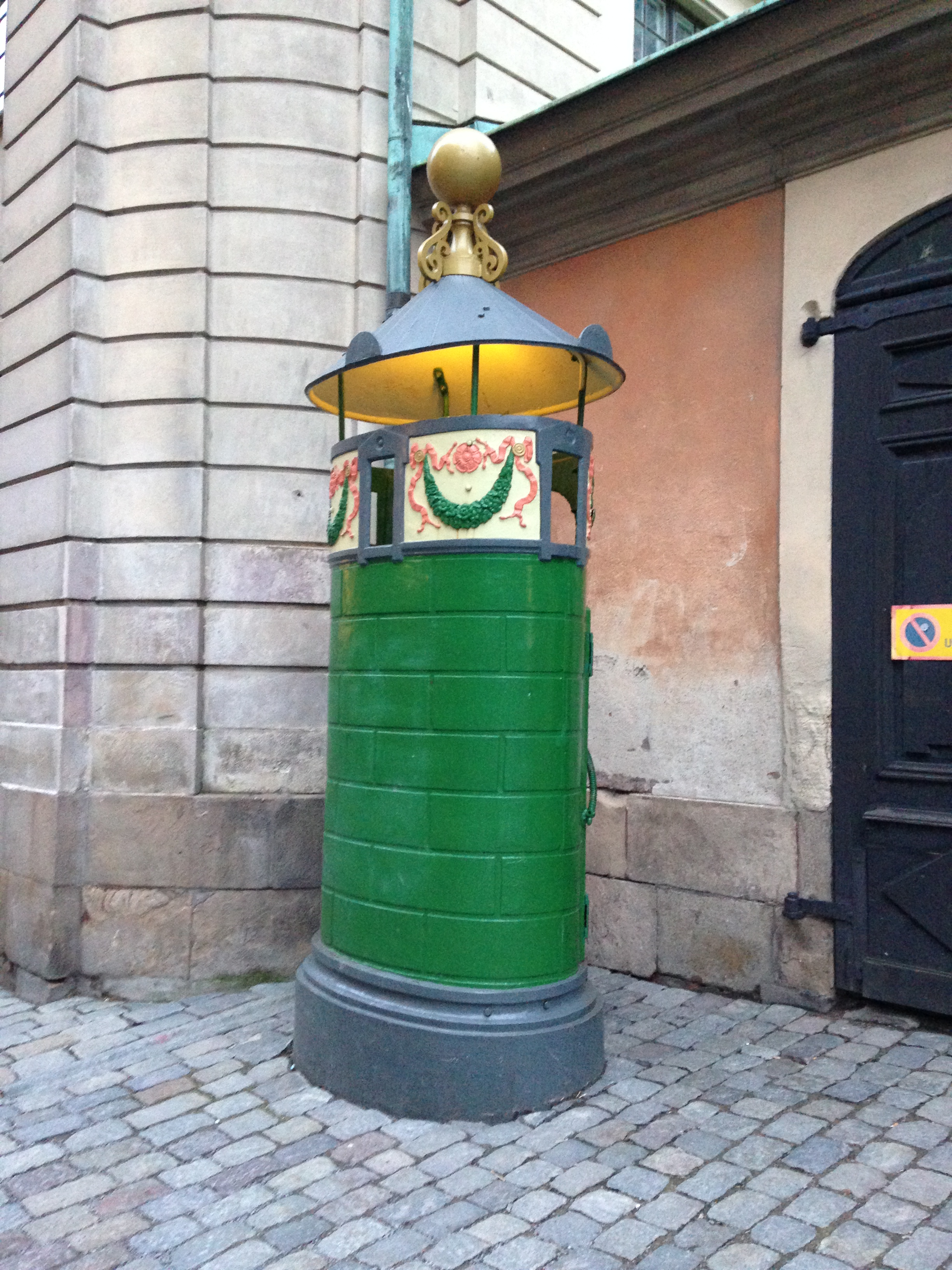
Piszoár Stockholm óvárosában a Källargränd utcában, a Nobel múzeum mellett, Gamla stan, Stockholm, 2014
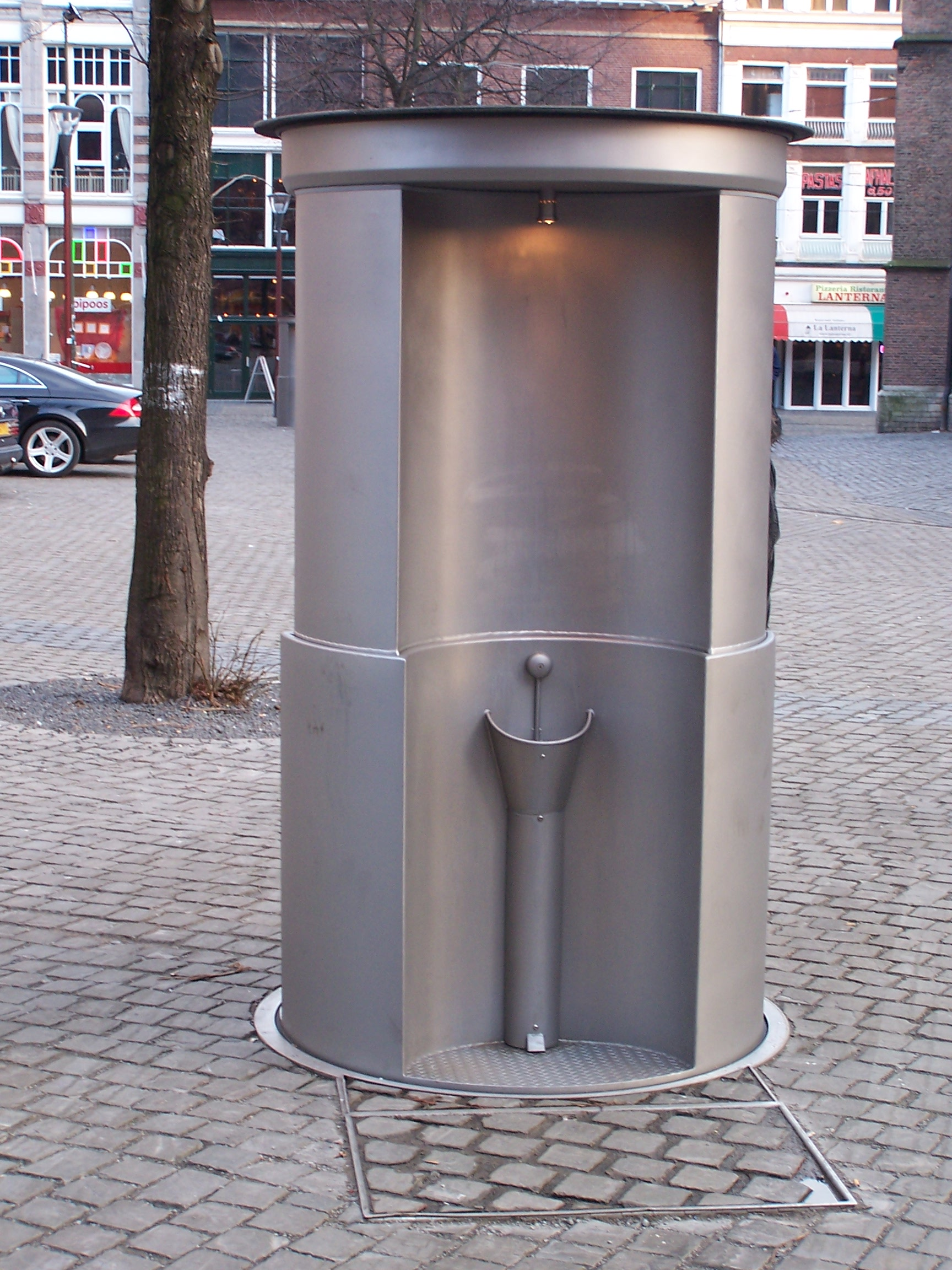
Visszahúzódó piszoár, Hága
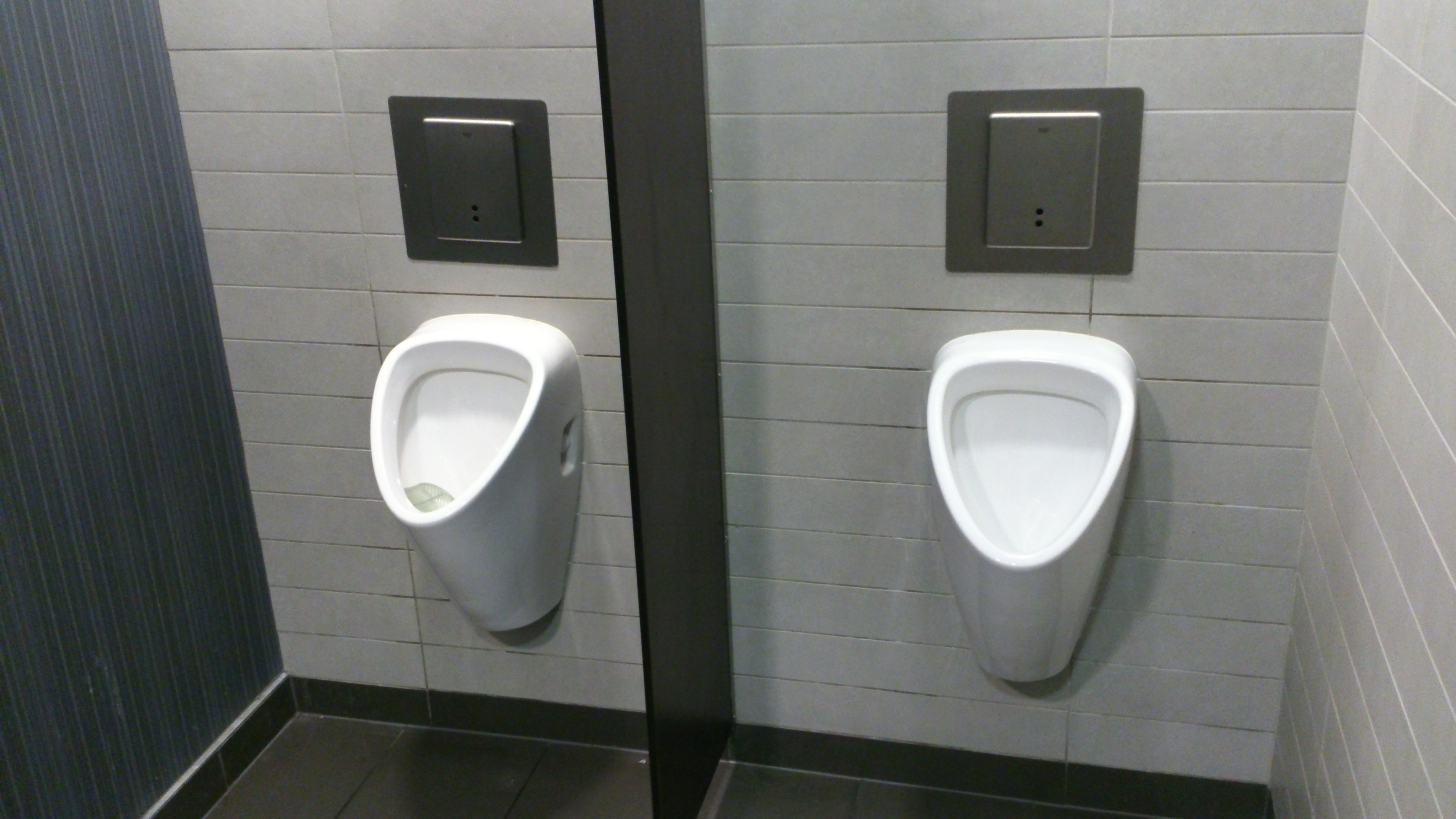
Modern piszoár egy nyilvános mosdóban Budapesten
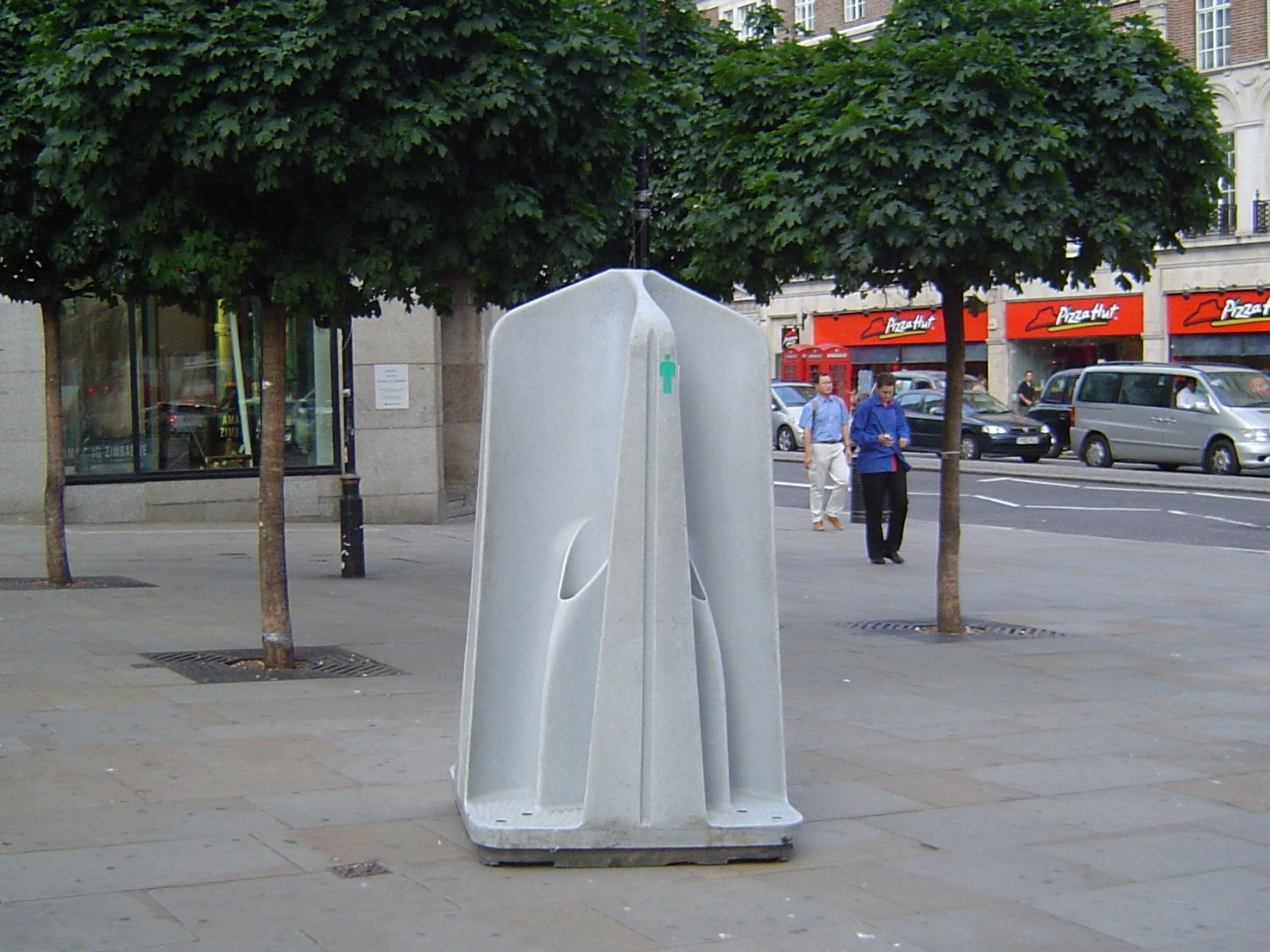
Hordozható piszoár Londonban

## Fordítás
Ez a szócikk részben vagy egészben  a   Pissoir című angol Wikipédia-szócikk fordításán alapul.  Az eredeti cikk szerkesztőit annak laptörténete sorolja fel. Ez a jelzés csupán a megfogalmazás eredetét és a szerzői jogokat jelzi, nem szolgál a cikkben szereplő információk forrásmegjelöléseként.

## Bibliográfia
- Fierro, Alfred. Histoire et dictionnaire de Paris. Robert Laffont (1996)